# Zbór Kościoła Chrześcijan Wiary Ewangelicznej „Brama Nadziei” w Lublinie
Zbór Kościoła Chrześcijan Wiary Ewangelicznej „Brama Nadziei” w Lublinie – jeden z lubelskich protestanckich zborów zielonoświątkowych, należący do Kościoła Chrześcijan Wiary Ewangelicznej. Zbór posiada dwie filie: Zbór „Dom Modlitwy” w Stalowej Woli i Wspólnotę „Eklezja” w Janowie Lubelskim. Obecnym pastorem zboru jest mgr inż. Zbigniew Rutkowski.

## Historia
Zbór lubelski powstał w 1969 r. w wyniku działań misyjno-ewangelizacyjnych. Obecna nazwa zboru („Brama Nadziei”) przyjęta została w latach 90. XX wieku, po rozwiązaniu Zjednoczonego Kościoła Ewangelicznego.

## Działalność
Zbór spotyka się na nabożeństwach w niedziele i środy. Nabożeństwa niedzielne składają się z części uwielbieniowej, której przewodzi zespół muzyczno-wokalny oraz części nauczającej – kazania wygłoszonego w oparciu o Biblię. Podczas uwielbienia wierni modlą się jednocześnie (często w innych językach) oraz śpiewają wraz z grupą muzyczną pieśni. Śpiew odbywa się przy akompaniamencie różnych instrumentów muzycznych (perkusja, gitara, fortepian), wierni mogą klaskać w dłonie, tańczyć. Zbór podczas nabożeństw regularnie obchodzi Wieczerzę Pańską. Nabożeństwa środowe mają charakter modlitewny – zbór spotyka się w celu wspólnej modlitwy w różnych intencjach, m.in. uzdrowienia z chorób, czy przebudzenia duchowego dla regionu. Podczas roku szkolnego regularnie odbywają się katechezy i zajęcia dla dzieci i młodzieży (soboty, godz. 11.30). Oprócz cotygodniowych nabożeństw, Kościół organizuje także specjalne konferencje.

## Dom modlitwy
Kościół był w posiadaniu własnego, wolnostojącego domu modlitwy przy ul. Rusałka. Obecnie nabożeństwa zboru odbywają się w kamienicy przy ul. Lubartowskiej (wejście od podwórza, I piętro). W centralnej części sali głównej umieszczony jest krzyż, kazalnica oraz miejsce dla zespołu uwielbieniowego.